# 花井萌里
花井 萌里（はない もえり、1997年4月17日 - ）は、日本の元女子バレーボール選手。

## 来歴
東京都足立区出身。小学3年生のとき、小学校の朝礼で（バレーボールをしている他の児童が）表彰されていることを羨ましく思い自身もバレーボールを始めた。
2015年2月21-22日に開催された第12回 2015全日本ジュニアオールスタードリームマッチに「女子STARチーム」で出場。
2015年8月に開催された第2回世界U-23女子選手権大会の代表メンバーに選出され、チームは最終順位を4位で終えた。同年9月に開催された第18回世界ジュニア女子選手権大会（U-20）のメンバーにも選出され、全試合にスターティングリベロとして出場した。最終順位は4位に終わった。
2016年9月に開催された第5回アジアカップ女子大会の代表に選出され、全6試合中4試合にスターティングリベロとして出場。チームは最終順位4位に終わった。
2017年5月に開催された第2回アジアU-23女子バレーボール選手権のメンバーに選出され、全8試合にスターティングリベロとして出場し、日本代表チームの優勝に貢献した。同年9月に開催された第3回世界U-23女子選手権大会のメンバーに選出され、全5試合にスターティングリベロとして出場するも、最終結果は2勝3敗の9位タイで今大会を終えた。
2018年7月に開催された2018女子アジア東部地区選手権代表に選出され、全5試合にスターティングリベロとして出場し、日本の金メダル獲得に貢献した。
2019年2月25日、同年7月に開催される第30回 ユニバーシアード競技大会の女子日本代表候補選手に選出された。

### ヴィクトリーナ姫路 時代
2019年12月12日、ヴィクトリーナ姫路公式サイトにて入団の内定が発表された。
2022年、日本代表登録メンバーに選出された。AVCカップに出場し、チームは大会初優勝を果たした。
2022-23シーズン、ヴィクトリーナ姫路はV2に降格。同シーズンをもってヴィクトリーナ姫路を退団した。さらに強くなるために挑戦するための決断だとコメントを残している。その後、久光スプリングスに移籍した。

### 久光スプリングス 時代
2023年12月16日、令和5年度皇后杯全日本バレーボール選手権大会準決勝の日立Astemoリヴァーレ戦で右アキレス腱断裂の怪我を負い、同月に手術を行った。
2024年、現役引退が発表された。

## 選手としての特徴
自身のプレーについて、「もともとアタッカーをやっていて、アタッカーの気持ちが分かるのが駆け引きの面で活き、常に冷静な気持ちでプレーしている。自身の強みは、安定したプレー、ポジショニング」だと語っている。

## 人物・エピソード
- プライベートでは、化粧やリンパマッサージなどの美容を勉強するのが趣味[27]。
- 2021年3月29日、ラジオ関西のヴィクトリーナ姫路応援番組『いいな117ヴィクトリーナ』のファン投票企画『勝手にMVP』内で、花井は「女子力MVP」として票を獲得[28]。

## 所属チーム
- 共栄学園高等学校
- 日本体育大学 #5
- ヴィクトリーナ姫路 #22 → #4（2019-2023年）
- 久光製薬スプリングス #14（2023-2024年）

## 球歴
- 2015年 - 第12回 2015全日本ジュニアオールスタードリームマッチ
- 2015年 - 第2回世界U-23女子選手権大会 #12
- 2015年 - 第18回世界ジュニア女子選手権大会（U-20）
- 2016年 - 第5回アジアカップ代表
- 2017年 - 第2回アジアU-23女子バレーボール選手権
- 2017年 - 第3回世界U-23女子選手権大会
- 2018年 - ユニバーシアード代表
- 2018年 - 女子アジア東部地区選手権代表
- 2018年 - 第6回アジアカップ代表
- 2022年 - 日本代表
- 2022年 - AVCカップ

## 個人成績
V.LEAGUEの個人成績は下記の通り。
| 大会        | チーム      | 出場     | 出場        | アタック | アタック | アタック | アタック | バックアタック | バックアタック | バックアタック | バックアタック | アタック 決定本数 | ブロック | ブロック       | サーブ | サーブ         | サーブ   | サーブ | サーブ | サーブ   | サーブレシーブ | サーブレシーブ | サーブレシーブ | サーブレシーブ | 総得点      | 総得点      | 総得点   | 総得点      |
| ----------- | ----------- | -------- | ----------- | -------- | -------- | -------- | -------- | -------------- | -------------- | -------------- | -------------- | ----------------- | -------- | -------------- | ------ | -------------- | -------- | ------ | ------ | -------- | -------------- | -------------- | -------------- | -------------- | ----------- | ----------- | -------- | ----------- |
| 大会        | チーム      | 試 合 数 | セ ッ ト 数 | 打 数    | 得 点    | 失 点    | 決 定 率 | 打 数          | 得 点          | 失 点          | 決 定 率       | セ ッ ト 平 均    | 得 点    | セ ッ ト 平 均 | 打 数  | ノ 丨 タ ッ チ | エ 丨 ス | 失 点  | 効 果  | 効 果 率 | 受 数          | 成 功 ・ 優    | 成 功 ・ 良    | 成 功 率       | ア タ ッ ク | ブ ロ ッ ク | サ 丨 ブ | 得 点 合 計 |
| V1 2020-21  | 姫路        | 28       | 107         | 0        | 0        | 0        | -        | 0              | 0              | 0              | -              | -                 | 0        | -              | 0      | 0              | 0        | 0      | 0      | -        | 401            | 213            | 83             | 63.5           | 0           | 0           | 0        | 0           |
| 通算：1大会 | 通算：1大会 | 28       | 107         | 0        | 0        | 0        | -        | 0              | 0              | 0              | -              | -                 | 0        | -              | 0      | 0              | 0        | 0      | 0      | -        | 401            | 213            | 83             | 63.5           | 0           | 0           | 0        | 0           |

## 出演

### YouTube
サンテレビ 
- ヴィクトリーナ姫路 花井萌里（はない・もえり）選手にインタビュー（2020年11月2日）